# K2 임무
K2 임무는 케플러 우주망원경의 반작용 휠 2개가 고장나서 NASA가 케플러 망원경의 반작용 휠 1개를 태양으로 이용하며 외계 행성, 초신성, 활성은하핵 등을 탐사하는 계획이다. 현재 은퇴하였으며, 활동을 중지하였다.

## 역사
2013년, 케플러 우주망원경이 연료부족과 반작용 휠 3개 고장으로 위급한 상황에 빠졌다. 이에 NASA는 버리긴 아까운 망원경이라서 어떻게 작동시켜야 할 까 고민하다가 태양을 반작용 휠로 사용해서 외계 행성 발견, 관측과 초신성과 별의 죽음을 관측하는 K2 임무를 부여했다. 이후 백색왜성에 빨려들어가는 외계 행성 관측, 케플러-90i를 비롯한 7개의 행성을 찾아내었으며, K2 138 항성계를 관측하여 5개의 행성과 확인되지 않은 천체 1개를 찾아내는 등 계속 성공적으로 임무를 수행하다가 TESS가 발사되고 임무가 끝났다. 마지막으로 교신을 하고 이제 케플러 우주망원경은 은퇴하였다.